# Bombardeig de Gènova
El bombardeig de Gènova va ser un esdeveniment militar durant la Guerra de les Reunions quan França va bombardejar la ciutat de Gènova des del mar entre el 18 de maig i el 28 de maig de 1684.

## Fons
Abandonant una prèvia aliança amb França, des de la votació del "consiglio dei duodeci", de1528, la República de Gènova va passar a ser estratègicament un aliat molt important de l'Imperi dels Àustria, ja que el ducat de Milà no tenia litoral. Tot el transport cap a Milà, principalment des de Barcelona, passava pel port de Gènova. A més a més, el finançament de la corona espanyola per part dels banquers genovesos havia convertit els dos països en aliats naturals des de 1557, quan la fallida d'estat de Felip II havia acabat amb el regnat dels Fugger alemanys com a financers de la seva corona.
Després de la guerra de devolució i la guerra franco-holandesa (1672-78), era evident que França intentava substituir l'Imperi dels Àustries com a força més poderosa d'Europa. L'octubre de 1683, França s'annexiona alguns territoris dels Països Baixos espanyols, que va haver de retornar en el Tractat d'Utrecht, iniciant la Guerra de les Reunions. Quan Carles II va enviar reforços al port de Gènova, els francesos van decidir castigar la ciutat.

## Atac francès
Sense una declaració formal de guerra, una flota francesa, comandada per Abraham Duquesne, va bombardejar la ciutat de Gènova entre el 18 de maig i el 28 de maig de 1684. Al voltant de 13.000 bales de canó van ser disparades a la ciutat en deu dies amb una pausa del 21 al 22 de maig. El bombardeig va ser terrible per a la ciutat i la seva gent perquè va ser la primera vegada a la història en què es van utilitzar bombes explosives, encara que de pedra o ferro. Els francesos van intentar desembarcar tropes a Albaro (com a estratègia paral·lela) i Sampierdarena (com a atac principal), però van ser derrotats per tropes genoveses i voluntaris de la vall de Polcevera.

## Conseqüències

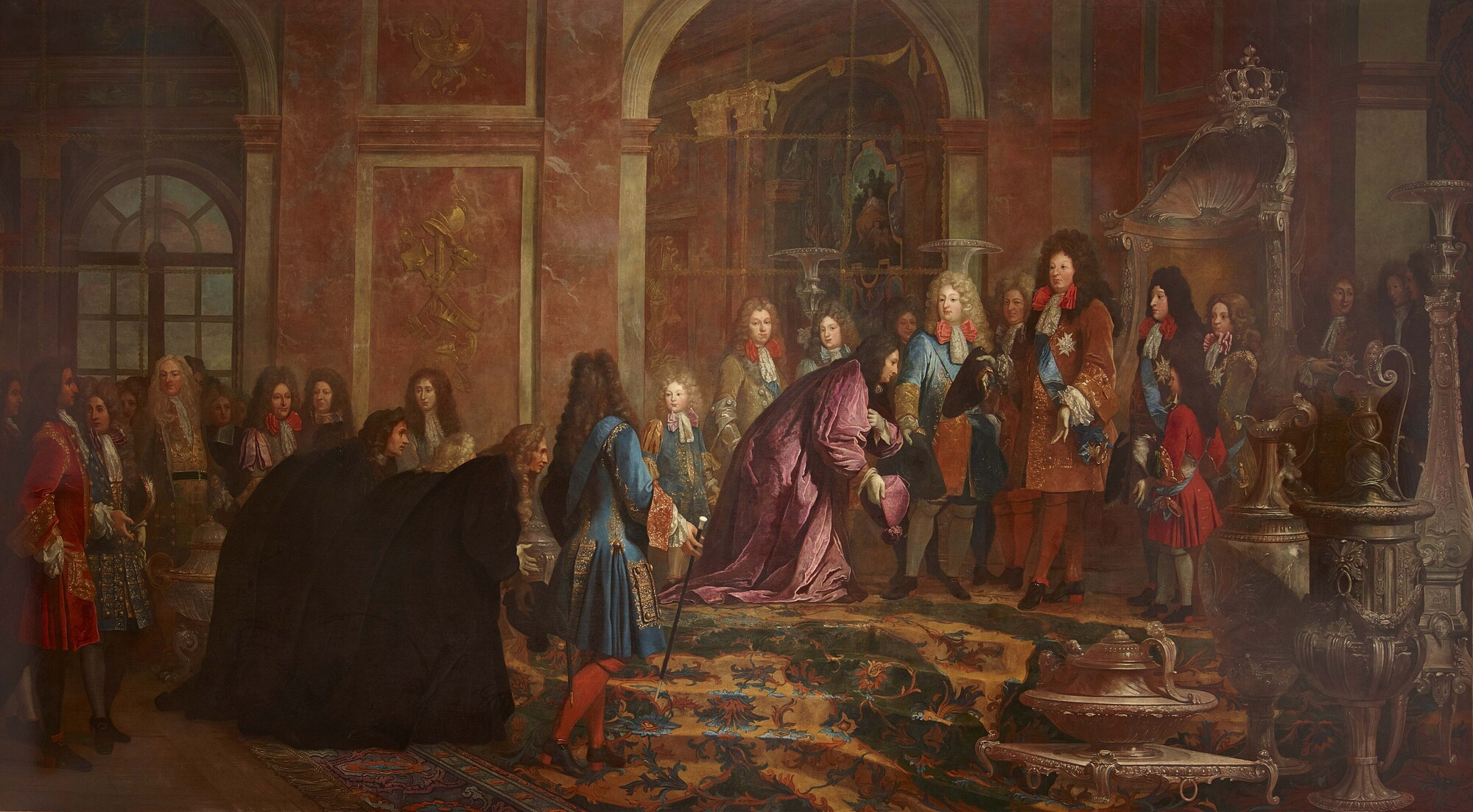
El dux de Gènova a Versalles el 15 de maig de 1685

El 1682, François Pidou de Saint Olon s'havia convertit en el primer enviat resident francès a la República de Gènova, i va participar activament en el bombardeig: de fet, va comunicar als francesos informació preciosa sobre la defensa de Gènova i la posició de les bateries de les armes, essent pràcticament un espia.
La República de Gènova va passar sota influència francesa fins Utrecht al 1713, tot i que va romandre independent i es va convertir en neutral. Els banquers i comerciants genovesos van establir nous vincles econòmics i financers amb França.